# 朱基菲里诺丁
朱基菲诺丁，马来西亚政治人物，政党为国阵巫统，曾经为吉打州前居林-万拉峇鲁国会议员 。

## 政治生涯
2010年3月6日，被公正党最高理事会开除。